# Gardner Pinnacles
De Gardner Pinnacles (Hawaïaans: Pūhāhonu, "schildpad die voor adem boven komt") zijn twee kale rotsen omgeven door een rif in de keten van Hawaïaanse eilanden in de noordelijke Stille Oceaan, op 946 km ten noordwesten van Honolulu en 174 km van de French Frigate Shoals. Het zijn de resten van een oude schildvulkaan, die qua volume (148.000 km³) de grootste op aarde is. De hoogste piek is nu 52 m hoog en de oppervlakte van het omringende rif is 2400 km². Het eiland maakt deel uit van het Papahānaumokuākea Marine National Monument.
De Gardner Pinnacles werden ontdekt op 2 juni 1820 door de Amerikaanse walvisvaarder Maro onder kapitein Joseph Allen.
Bij de Gardner Pinnacles worden enige vissoorten gevonden die niet gevonden worden op andere plaatsen in de noordwestelijke Hawaïaanse eilanden, en er zijn meer soorten koraal dan op de naburige, meer zuidelijke eilanden Necker en Nihoa. Vele soorten insecten wonen op het eiland en er zouden twee nieuwe soorten spinnen gevonden zijn.